# Robert Picard (peintre)
 (mai 2017).
Si vous disposez d'ouvrages ou d'articles de référence ou si vous connaissez des sites web de qualité traitant du thème abordé ici, merci de compléter l'article en donnant les références utiles à sa vérifiabilité et en les liant à la section « Notes et références ».
Pour les articles homonymes, voir Picard (homonymie) et Robert Picard (homonymie).
Robert Picard, né à Ixelles le 17 juin 1870 et décédé à Woluwe-Saint-Pierre le 16 janvier 1941, est un artiste peintre belge. 

## Biographie
Robert Picard est un peintre paysagiste, fils d'Edmond Picard. Il a été membre du groupe bruxellois d'avant-garde Les Vingt à partir de 1890.
Il habitait 296 avenue Louise à Bruxelles.